# Георгієвка (Бакалинський район)
Гео́ргієвка (рос. Георгиевка, башк. Георгиевка) — присілок у складі Бакалинського району Башкортостану, Росія. Входить до складу Старошарашлинської сільської ради.
Населення — 36 осіб (2010; 30 у 2002).
Національний склад:
- кряшени — 94 %